# Persone di cognome Traoré
| Questa pagina contiene informazioni ricavate automaticamente dalle voci biografiche con l'ausilio del template Bio e di un bot. L'aggiornamento è periodico e automatico e ricostruisce completamente la pagina. Se manca una persona in questa lista, sei pregato di non aggiungerla, ma accertati piuttosto che la sua voce biografica contenga il template Bio e che i dati anagrafici siano correttamente compilati. Se il template Bio manca, inseriscilo tu stesso o, in alternativa, metti l'avviso {{tmp\|Bio}} che ne segnala la mancanza. Se i dati riportati sono sbagliati, correggi direttamente la voce biografica; le modifiche saranno visibili in questa lista entro pochi giorni. Per chiarimenti vedi il progetto antroponimi. La lista contiene solo le 77 persone che sono citate nell'enciclopedia e per le quali è stato implementato correttamente il template Bio. Pagina aggiornata al 7 ago 2025. |

Questa è una lista di persone presenti nell'enciclopedia che hanno il cognome Traoré, suddivise per attività principale.

## Allenatori di calcio(2)
- Amara Traoré, allenatore di calcio e ex calciatore senegalese (Saint-Louis, n. 1965)
- Djimi Traoré, allenatore di calcio e ex calciatore maliano (Saint-Ouen, n. 1980)

## Cantanti(2)
- Rokia Traoré, cantante e chitarrista maliana (Kolokani, n. 1974)
- A'Salfo, cantante ivoriano (Abidjan, n. 1979)

## Cantautori(1)
- Boubacar Traoré, cantautore e chitarrista maliano (Kayes, n. 1942)

## Cestiste(3)
- Astou Traoré, ex cestista senegalese (M'bour, n. 1981)
- Aya Traoré, cestista senegalese (Dakar, n. 1983)
- Nassira Traoré, ex cestista maliana (Bamako, n. 1988)

## Cestisti(5)
- Jean-Victor Traoré, cestista burkinabé (Dakar, n. 1985)
- Sambou Traoré, ex cestista francese (Parigi, n. 1979)
- Ali Traoré, ex cestista ivoriano (Abidjan, n. 1985)
- Armel Traoré, cestista francese (Charenton-le-Pont, n. 2003)
- Boubacar Traoré, ex cestista senegalese (Dakar, n. 1946)

## Discobole(1)
- Oumou Traoré, ex discobola e pesista maliana (n. 1969)

## Generali(1)
- Moussa Traoré, generale e politico maliano (Kayes, n. 1936 - Bamako, † 2020)

## Militari(1)
- Ibrahim Traoré, militare e politico burkinabé (Bondokuy, n. 1988)

## Politiche(1)
- Aminata Dramane Traoré, politica e scrittrice maliana (Bamako, n. 1947)

## Politici(2)
- Demba Traoré, politico e avvocato maliano (Markala, n. 1972)
- Dioncounda Traoré, politico maliano (Kati, n. 1942)

## Registe(1)
- Apolline Traoré, regista burkinabé (Ouagadougou, n. 1976)

## Velociste(1)
- Pon-Karidjatou Traoré, velocista burkinabé (n. 1986)